# Longborough
Longborough – wieś i civil parish w Anglii, w hrabstwie Gloucestershire, w dystrykcie Cotswold. Leży 37 km na wschód od miasta Gloucester i 122 km na północny zachód od Londynu. W 2011 roku civil parish liczyła 471 mieszkańców. Longborough jest wspomniana w Domesday Book (1086) jako Langeberge.